# ФК Олимпик (Лион)
Олимпик Лион (на френски: Olympique Lyonnais, правилно Олимпѝк Лионѐ) е френски футболен клуб от град Лион. Основан е на 3 август 1950 г. През периода 2002 – 2008 печели Лига 1 последователно седем пъти – нещо, което друг френски отбор не е постигал. В историята си имат спечелени седем пъти Суперкупата на Франция, четири пъти Купата на Франция, три пъти спечелена Лига 2 и седем участия в групите на Шампионската лига. Лион е сред съоснователите на Асоциацията на европейските клубове.

## История

### Създаване
През 1899 е сформиран Лион Олимпик Юниверситер (Lyon Olympique Universitaire), спортен клуб, участващ в множество спортни дисциплини. Разногласия през 1950 между футболното и ръгби отделение на „Лион Олимпик Юниверситер“ довеждат до отделянето на футболната секция и създаването на футболен клуб Олимпик Лион. Още като отделение на „Лион Олимпик Юниверситер“ отборът има успехи, като през 1910 г. печелят френския шампионат и два пъти Лига 2 – през 1951 и 1954. Прекарват известен период в лутане между Лига 1 и Лига 2. През 60-те и 70-те печелят три пъти Купата на Франция – през `64, `67 и `73, както и Суперкупата на Франция през 1973 г.

## Предишни имена
| Години       | Име                                                     |
| ------------ | ------------------------------------------------------- |
| 1899 – 1910  | „Расинг Клаб“ Racing Club                               |
| 1910 – 1950  | „Лион Олимпик Юниверситер“ Lyon Olympique Universitaire |
| след 1950 г. | „Олимпик Лионе“ Olympique lyonnais                      |

### Жан-Мишел Ола и европейски амбиции
Жан-Мишел Ола поема контрол над клуба през 1987. Ола инвестира в отбора с цел да превърне Лион във фактор в Лига 1 и на европейската сцена, за срок от не повече от петнадесет години. През 1989, с треньор Раймон Доменек, Лион печели Лига 2 за трети път. През следващия сезон завършват осми, далеч от изпадане обратно в Лига 2. В третия сезон на Доменек достига 5-о място, с което си осигуряват място в Купата на УЕФА.
Доменек решава да напусне след сезон 1992/93. Олас назначава бившия френски национал Жан Тигана за треньор. Той превръща Лион в постоянен претендент за титлата в Лига 1 с помощта на играчи като Абеди Пеле, Мануел Аморос и Ален Кавелиа. След сериозен медиен натиск, Тигана напуска през 1995 година. Лион е поет от Ги Стефан, а след това от известния бивш играч на Лион Бернар Лакомб, като най-големият му успех са третите места през 1999 и 2000 г.

### Успех след успех
В началото на XXI век Лион доминира в Лига 1. След като завършват втори през 2001, печелят последователно седем пъти Лига 1. В Шампионската лига достигат до полуфинал.
През 2000 г. Жак Сантини е назначен за треньор на „Хлапетата“, като той полага основите на успеха на Лион във Франция. Въпреки успехите той не успява да спечели доверието на феновете и през 2002 напуска. За мениджър е назаначен Пол Льо Гуен, който извежда отбора до три последователни титли в шампионата. За всеобаща изненада той подава оставка през 2005. За негов заместник е избран Жерар Улие. Той продължава успешната домашна серия, на не постига желания международен успех и е заменен през 2007 от Ален Перин. Под негово ръководство Лион печели първия си дубъл – Лига 1 и Купата на Франция.

### Поддръжници и съперничества
Феновете на Лион (Bad Gones, „gones“ бивайки местна дума за „хлапе“) имат репутация в Лига 1 и Европа.
Отборът има дерби със Сент Етиен. По-ожесточени двубои има с водещите отбори от Франция, като Олимпик Марсилия, АС Монако и ПСЖ.

## Състав

### Настоящ състав
Към 1 юли 2025 г.

## Успехи
Национални:
- Лига 1:
  -  Шампион (7): 2001/02, 2002/03, 2003/04, 2004/05, 2005/06, 2006/07, 2007/08
  -  Вицешампион (5): 1994/95, 2000/01, 2009/10, 2014/15, 2015/16
  -  Бронзов медал (9): 1973/74, 1974/75, 1998/99, 1999/00, 2008/09, 2010/11, 2012/13, 2017/18, 2018/19
- Лига 2:
  -  Шампион (3): 1950/51, 1953/54, 1988/89
- Купа на Франция:
  -  Носител (5): 1963/64, 1966/67, 1972/73, 2007/08, 2011/2012
  -  Финалист (4): 1962/63, 1970/71, 1975/76, 2023/24
- Купа на френската лига:
  -  Носител (1): 2000/01
  -  Финалист (5): 1995/96, 2006/07, 2011/12, 2013/14, 2019/20
- Суперкупа на Франция: (Trophée des champions (от 1986 г.)
  -  Носител (7): 2002, 2003, 2004, 2005, 2006, 2007, 2012
  -  Финалист (3): 2008, 2015, 2016
- Суперкупа на Франция: (Challenge des champions (1955 – 1986))
  -  Носител (1): 1973
  -  Финалист (1): 1967

Международни:
- Шампионска лига/(КЕШ):
  - 1/2 финалист (2): 2009/10, 2019/20
- Купа на носителите на купи (КНК):
  - 1/2 финалист (1): 1963/64
- Купа на УЕФА/Лига Европа:
  - 1/2 финалист (1): 2016/17
  - 1/4 финалист (3): 1998/99, 2003/04, 2024/25
- Интертото:
  -  Носител (1): 1997 (група С)

Други:
- Шампионат на Франция по футбол (USFSA) (1894 – 1919):
  -  Шампион (4): 1906, 1907, 1910, 1913
- Шампионат на Франция по футбол 1944 – 1945 (Южна зона):
  -  Шампион (1): 1945
- Купа на мира:
  -  Носител (1): 2007
  -  Финалист (2): 2003, 2005
- Купа Еузебио:
  -  Носител (1): 2016
- Емирейтс Къп:
  -  Носител (1): 2019

## Стадион
Жерлан
В периода 1950 – 2015 години домашна арена на клуба е градският стадион „Жерлан“, разположен в 7-и окръг, в южната част на Лион.
Рекордът по посещаемост на стадиона е фиксиран през 1980 година в дерби между „Лион“ и „Сент Етиен“ – 48 552 зрители.
Парк Олимпик Лионе
От 2007 година започва строителството на новия стадион на клуба с 59 186 места. Стадионът е открит на 9 януари 2016 година с домакинския мач срещу отбора на „Троа“. На мача присъстват 55 169 зрители и той завършва с резултат 4:0 за домакините.